# Nová Říše (klášter)
Kanonie sv. Petra a Pavla v Nové Říši (lat. Canonia Neorisensis, něm. Neureisch) je klášter premonstrátského řádu na západní Moravě, založený roku 1211 jako klášter ženský, ale po roce 1597 byl přeměněn na klášter mužský.

## Dějiny kláštera

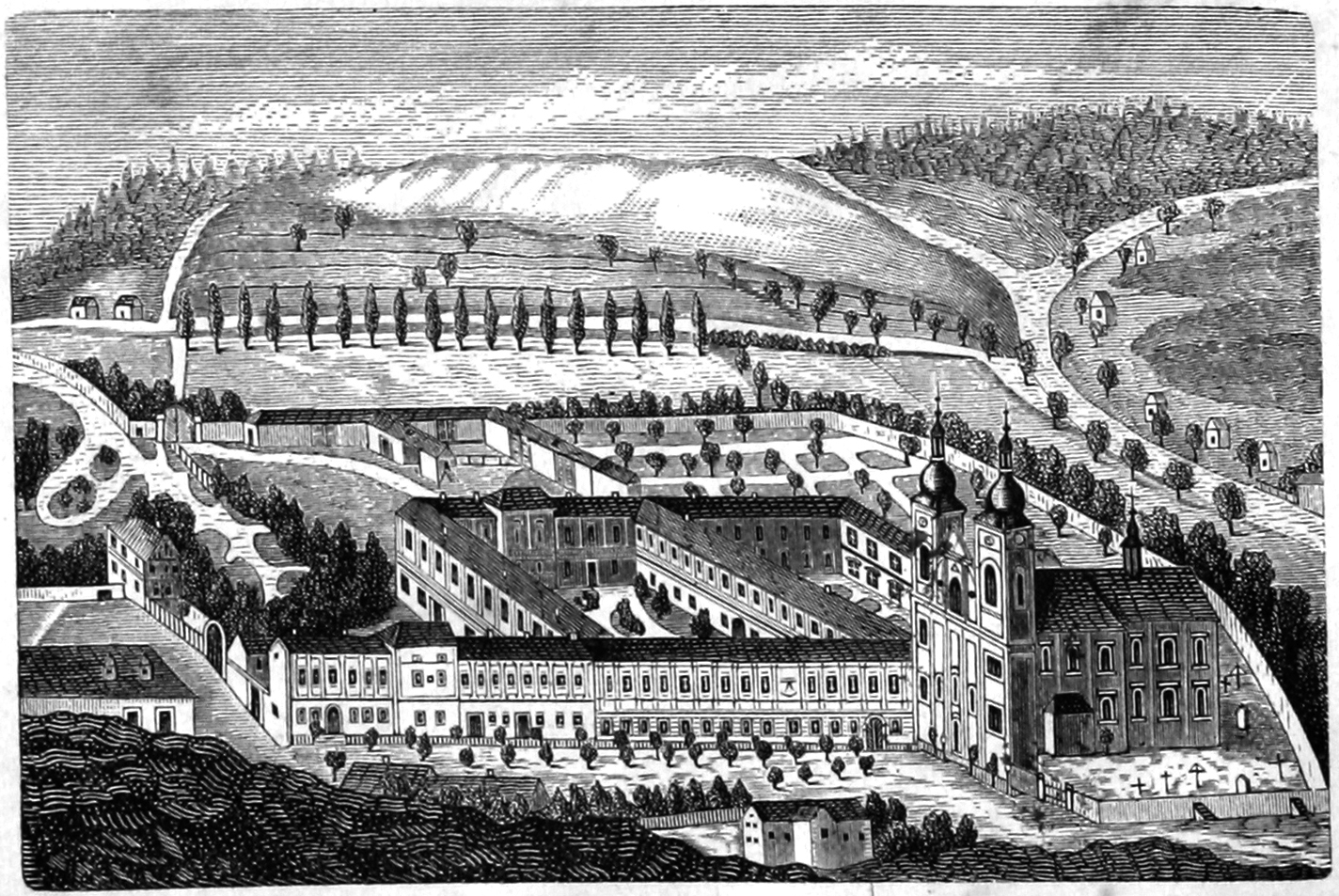
Rytina novoříšského kláštera z knihy Beschreibung und kurze Geschichte des Prämonstratenser-Chorherrenstiftes Neu-Reisch (Nová-Říše) od Cyrila Žídka z roku 1882

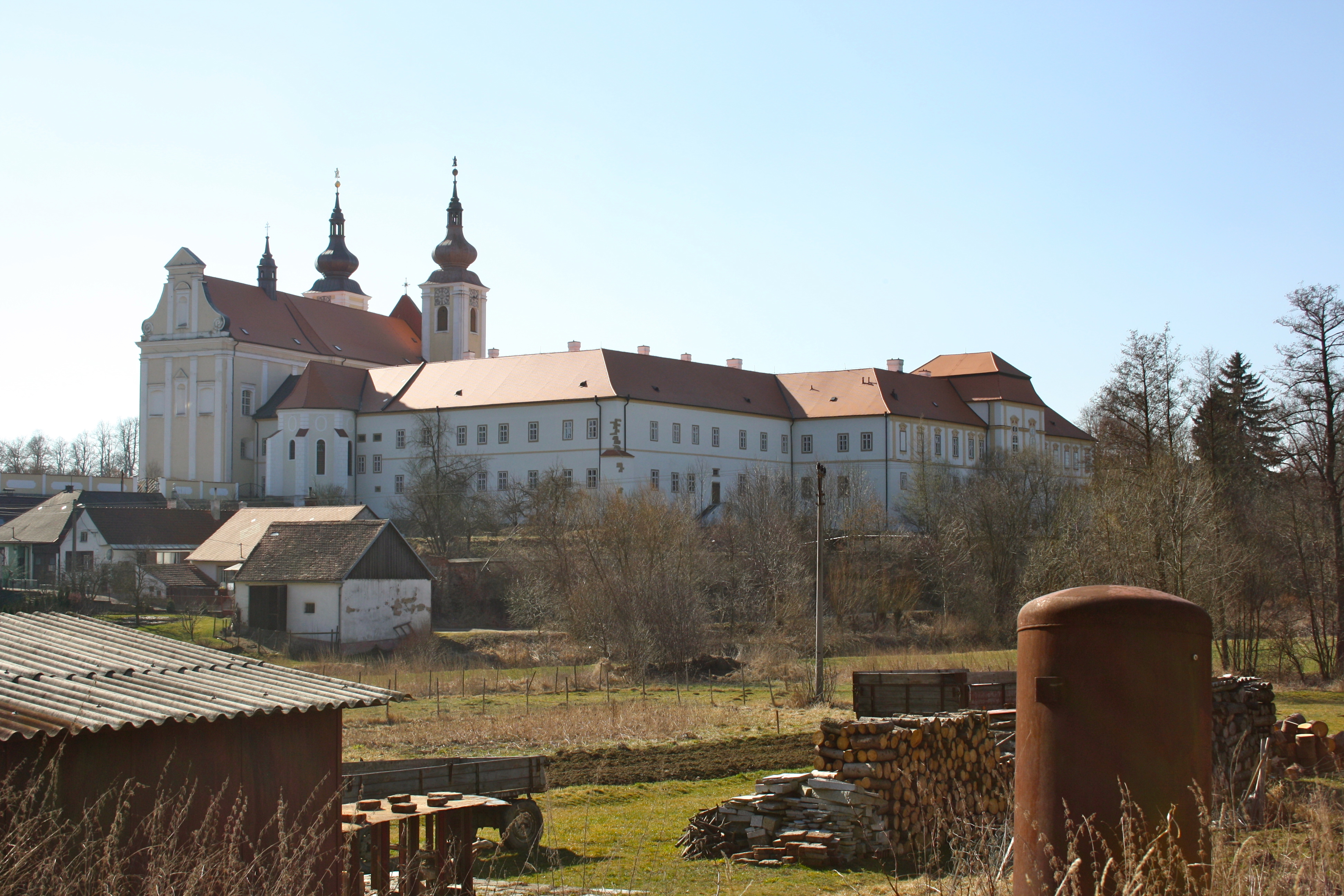
Klášter

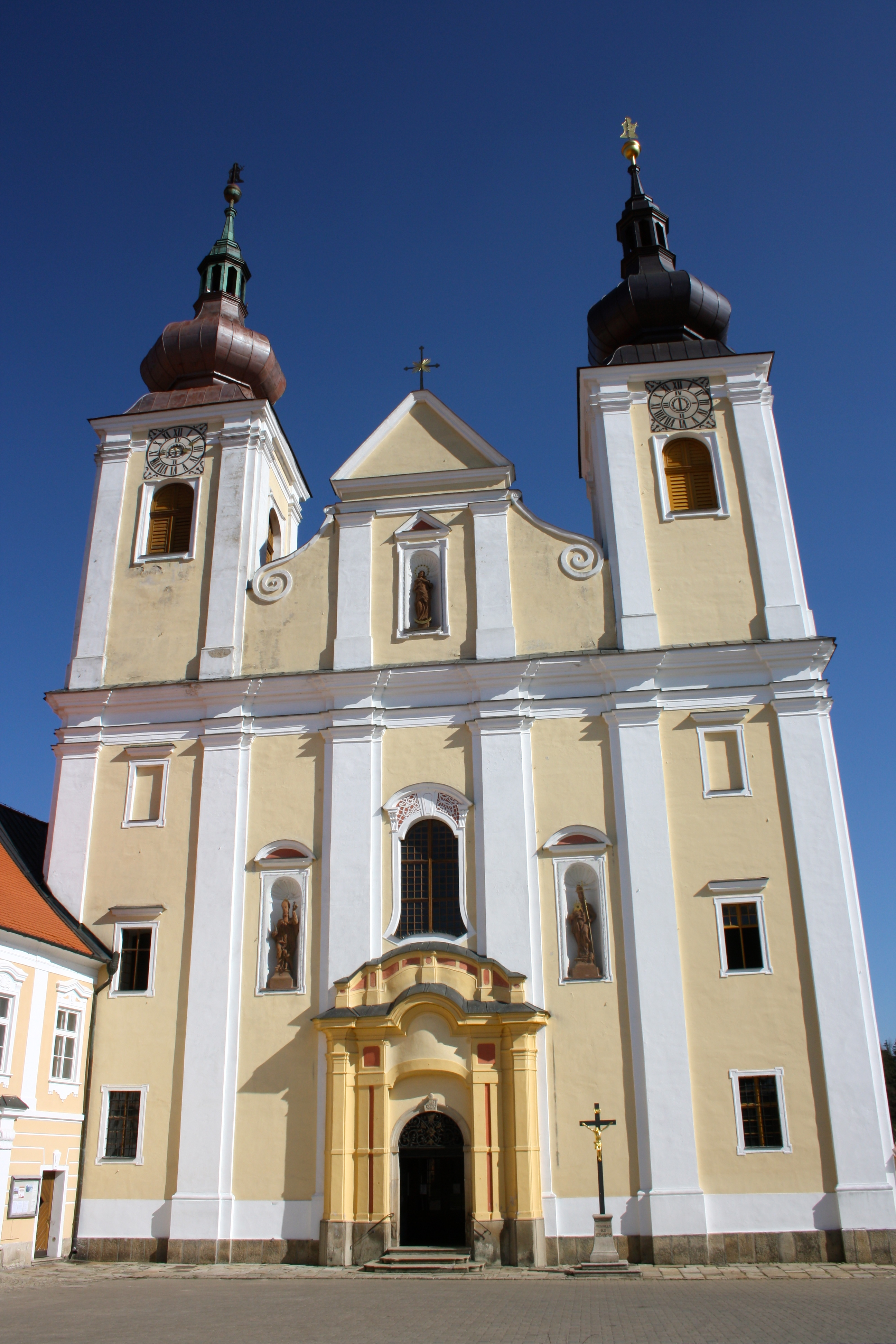
Průčelí opatského kostela sv. Petra a Pavla

Klášter byl původně založen jako ženský, pro sestry premonstrátky roku 1211 Markvartem z Hrádku a jeho ženou Vojslavou. Rozvoj kláštera byl přerušen během husitských válek, kdy byl klášter s kostelem dvakrát (v letech 1423 a 1424) zpustošen a vypálen. Řeholnice, které včas neuprchly, byly pochytány a vhozeny do místního rybníka, kde utonuly. Komunita sester se do Nové Říše v následujících letech vrátila, ale roku 1597 vymřela. Probošti, kteří spravovali ženský klášter, ovšem udrželi majetek pro řád a 16. května 1641 do kláštera přišli premonstráti z opatství v Zábrdovicích. Dne 27. prosince 1733 bylo proboštství povýšeno na samostatné opatství. Po roce 1784 sem přišli premonstráti ze zábrdovického kláštera, zrušeného Sekularizačním dekretem Josefa II.

### Likvidace kláštera za nacismu
Za druhé světové války, v podvečer 29. května 1942 byl klášter přepaden gestapem. Komunita (opat Pavel Souček, převor Vavřinec Novotný, provizor Augustin Machalka, P. Dr. Norbert Hrachovský, P. Gilbert Bednář, P. Zikmund Záběhlický, P. Heřman Josef Tyl, P. Štěpán Rajda, a tři novicové) byla odvezena k výslechům do Kounicových kolejí v Brně. Novicové byli po nějaké době propuštěni, ostatní řeholníci byli odesláni do koncentračního tábora v Osvětimi, kam dorazili 16. ledna 1943, a setkali se zde se svým spolubratrem P. Siardem Nevrklou, který byl před zatčením kaplanem v Brně-Židenicích. Již 18. ledna byl zabit injekcí s jedem P. Dr. Hrachovský, 20. ledna zemřel P. Zikmund Záběhlický. Opat Pavel Souček zemřel na úplavici 28. ledna, den před ním zemřel převor Novotný. Dne 21. února 1943 byl P. Siard Nevrkla ubit v pobočním koncentračním táboře v Rajsku. Ostatní členové komunity se v srpnu 1943 dostali do Buchenwaldu, kde se dožili konce války.

### Klášter po válce
Po roce 1945 se přeživší premonstráti vrátili do Nové Říše. Na místo opata Pavla Součka, který zemřel v koncentračním táboře, byl zvolen dosavadní provizor P. Machalka. V klášteře začal fungovat společný noviciát pro premonstráty českých klášterů. P. Heřman Josef Tyl se stal převorem kláštera v Teplé. Po převzetí moci komunisty, byly v roce 1950 v klášteře údajně nalezeny ukryté zbraně a opat Machalka byl zatčen. Poté byl označen za vedoucího skupiny řeholníků, kteří se údajně dopouštěli velezrádné činnosti ve prospěch Vatikánu, a v prvním vykonstruovaném procesu s představiteli řádů odsouzen na 25 let vězení. Klášter byl uzavřen a řeholníci se sem mohli vrátit až po roce 1989.

### Klášter vsoučasnosti
V roce 1991 se premonstráti opět ujali kláštera, od roku 1992 jej řídil převor P. Bernard František Palka, kterého v roce 1999 vystřídal současný opat Marian Rudolf Kosík. Premonstráti obstarávají duchovní správu v Nové Říši a okolních farnostech Dlouhá Brtnice, Rozseč, Stará Říše a Krasonice.
| Rok  | Počet návštěvníků |
| ---- | ----------------- |
| 2015 | 1430              |
| 2016 | 1266              |

### Program záchrany architektonického dědictví
V rámci Programu záchrany architektonického dědictví bylo v letech 1995-2014 na opravu památky čerpáno 15 090 000 Kč.
| rok    | 1999  | 2000  | 2001  | 2002  | 2003  | 2004  | 2005  | 2006 | 2007 | 2008 | 2009 | 2010 | 2011 | 2012 | 2014 |
| ------ | ----- | ----- | ----- | ----- | ----- | ----- | ----- | ---- | ---- | ---- | ---- | ---- | ---- | ---- | ---- |
| částka | 1 400 | 1 500 | 1 600 | 1 500 | 1 400 | 1 400 | 1 485 | 555  | 500  | 500  | 800  | 500  | 630  | 420  | 900  |

## Architektura kláštera
Klášterní budovy nesou stopy poslední přestavby z roku 1821, kdy po strašlivém požáru městečka v roce 1813 byl celý klášterní areál obnoven na starém půdoryse. Kolem dvou obdélných dvorů se rozkládají jednopatrové budovy, jejichž místnosti byly v přízemí vyzdobeny štukaturou, v patrech pak iluzivní malbou i figurálními freskami.

### Kostel sv. Petra a Pavla
Klášter je spojovací chodbou svázán s kostelem sv. Petra a Pavla, postaveným na místě starého kostela z roku 1504. Kostel je 45 m dlouhý, 12 m široký v lodi a 9 m v presbytáři. Vnitřní stěny kostela jsou vyzdobeny freskami Jana Lukáše Krackera z let 1766–1767. Bohatá a vkusná malířská výzdoba je vhodně doplňována umělecky hodnotným mobiliářem.
Skutečným klenotem jsou chórové lavice, dílo neznámého truhlářského mistra z roku 1696, a zejména o něco mladší kazatelna, dílo řezbáře Arbeita z roku 1700. Kazatelna je zdobena reliéfy čtyř evangelistů a množstvím ornamentů.
Cenné zařízení kostela doplňují varhany, dílo novoříšského varhanáře Bedřicha Semráda z let 1764–1765, a boční kaple Panny Marie Bolestné s ostatky sv. Kandidy. Kaple bývala místem meditací básníka a zdejšího učitele Otokara Březiny. Konečně nelze opomenout křížovou cestu Františka Bílka a Viktora Förstra.

### Klášterní knihovna
Barokní interiér obdélného sálu v 1. patře konventní budovy byl upraven kolem roku 1770. Nástropní malby ze života a zázraků sv. Norberta namaloval Ignác Mayer roku 1774. Knihovní skříně byly společně s částí knihovního fondu koupeny roku 1776 ze zrušené jezuitské koleje v Telči a adaptovány pro nové místo. Knihovní fond byl významně obohacen z německého kláštera v Düsttelu, zrušeného roku 1805.

## Osobnosti spjaté sklášterem
- Pavel Vranický (1756–1808), hudební skladatel, v klášteře získal své vzdělání
- Antonín Vranický (1761–1820), hudební skladatel, v klášteře získal své vzdělání
- Bedřich Franz (1796–1860), profesor fyziky, matematiky, fotograf, děkan Filosofické fakulty v Olomouci, opat kláštera
- Otokar Březina, v letech 1888 až 1901 byl učitelem na lidové škole v Nové Říši a s klášterem byl v častém kontaktu

## Fotogalerie

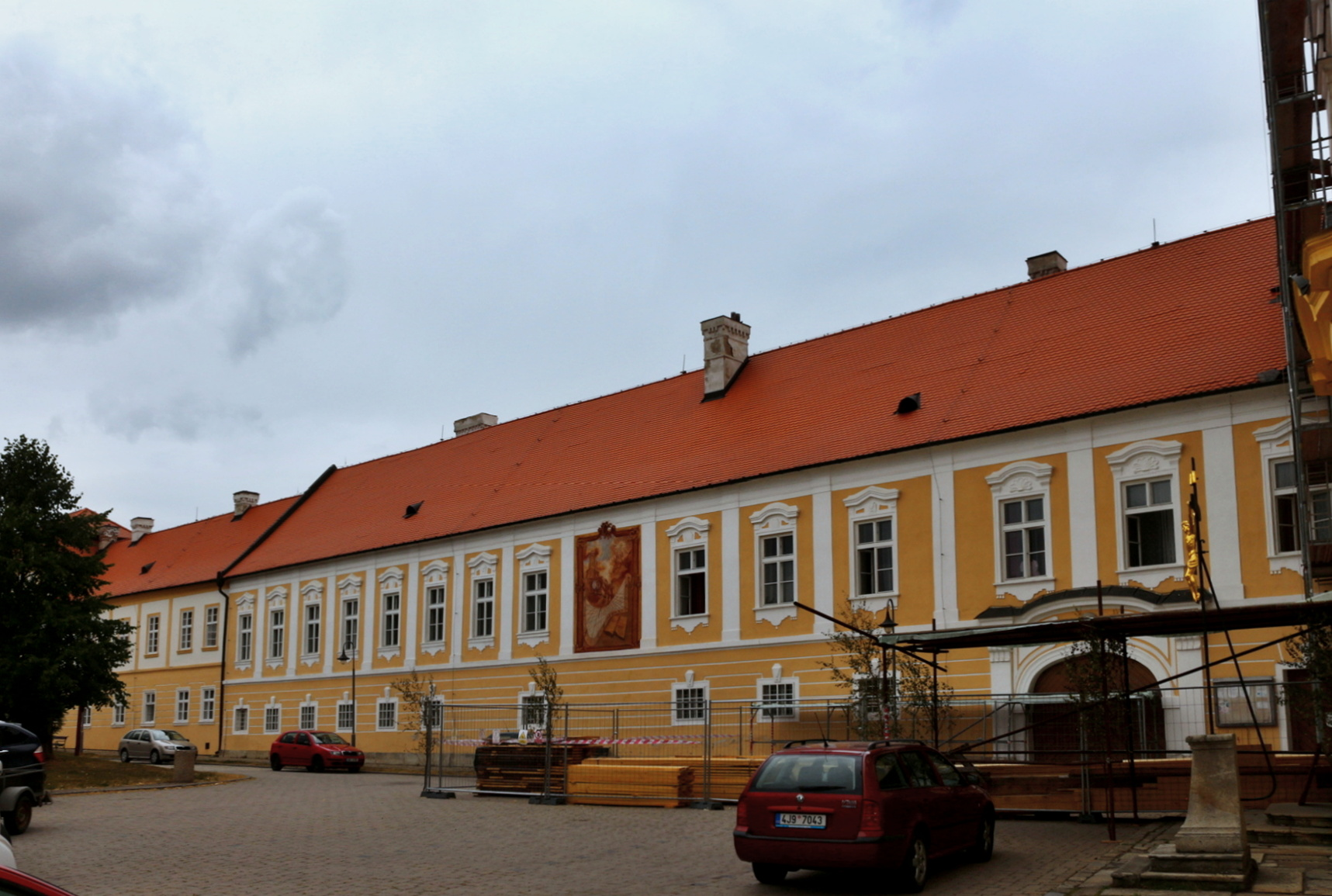
Budova kláštera na náměstí
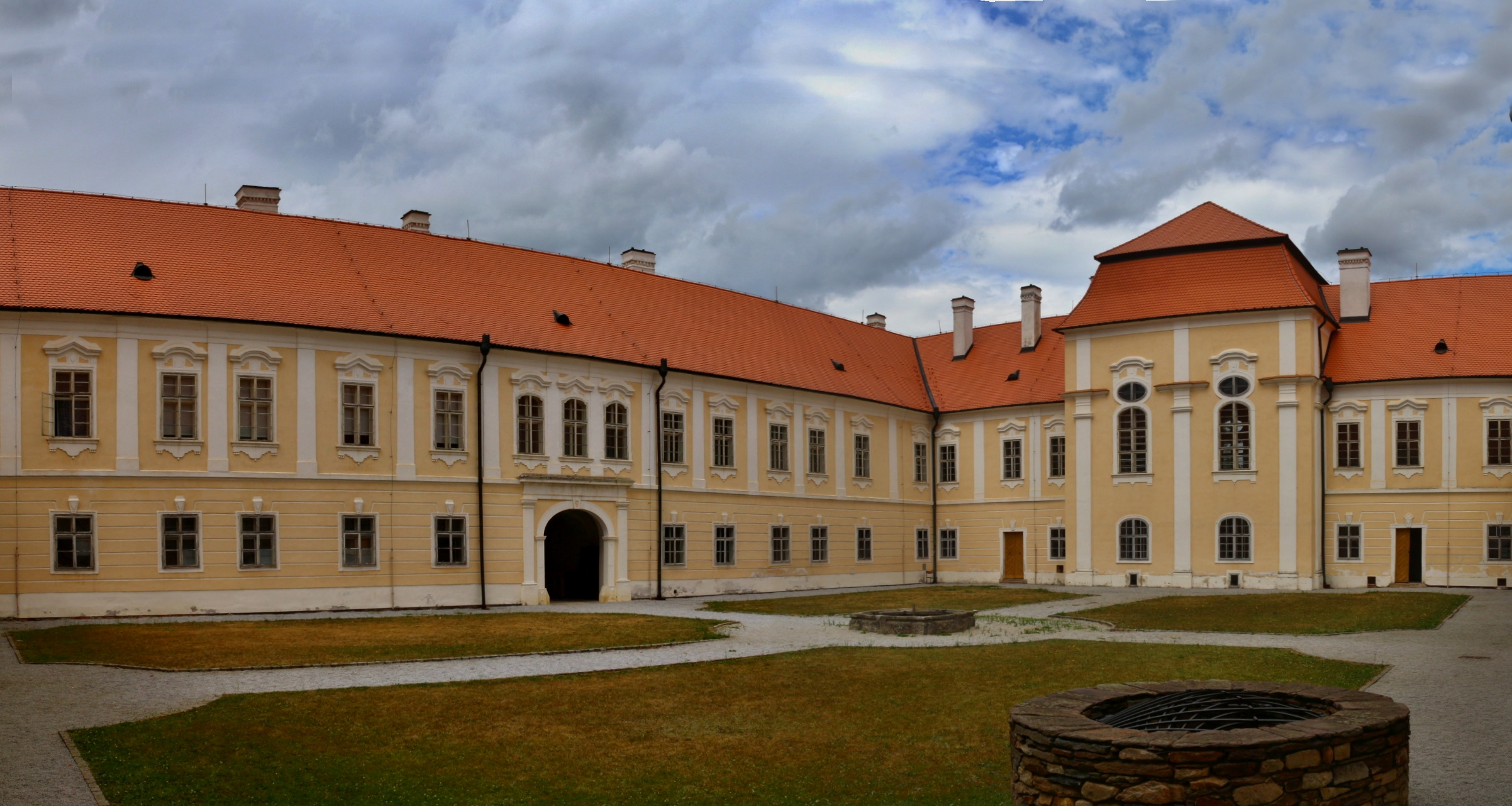
Nádvoří kláštera
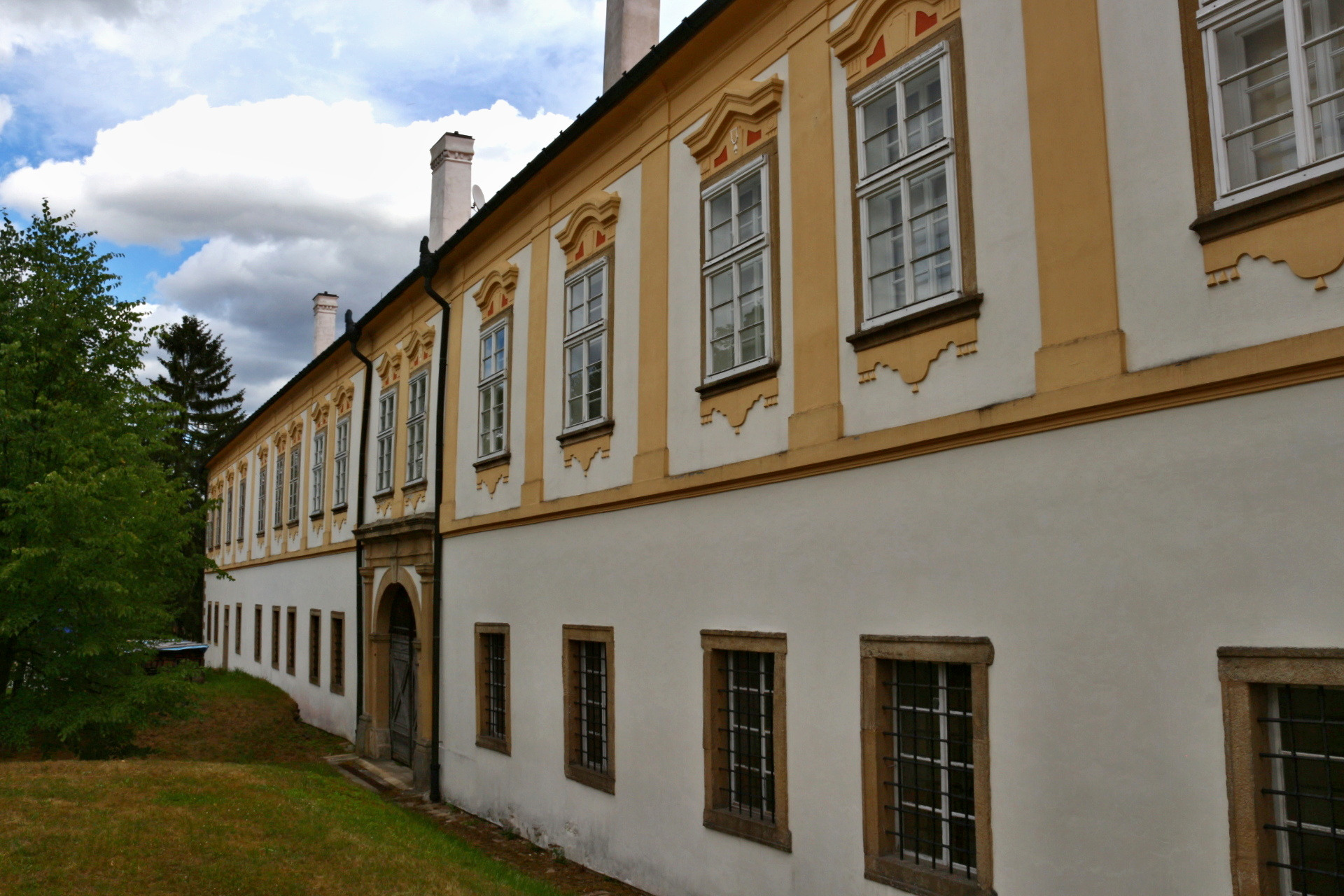
Zadní trakt kláštera
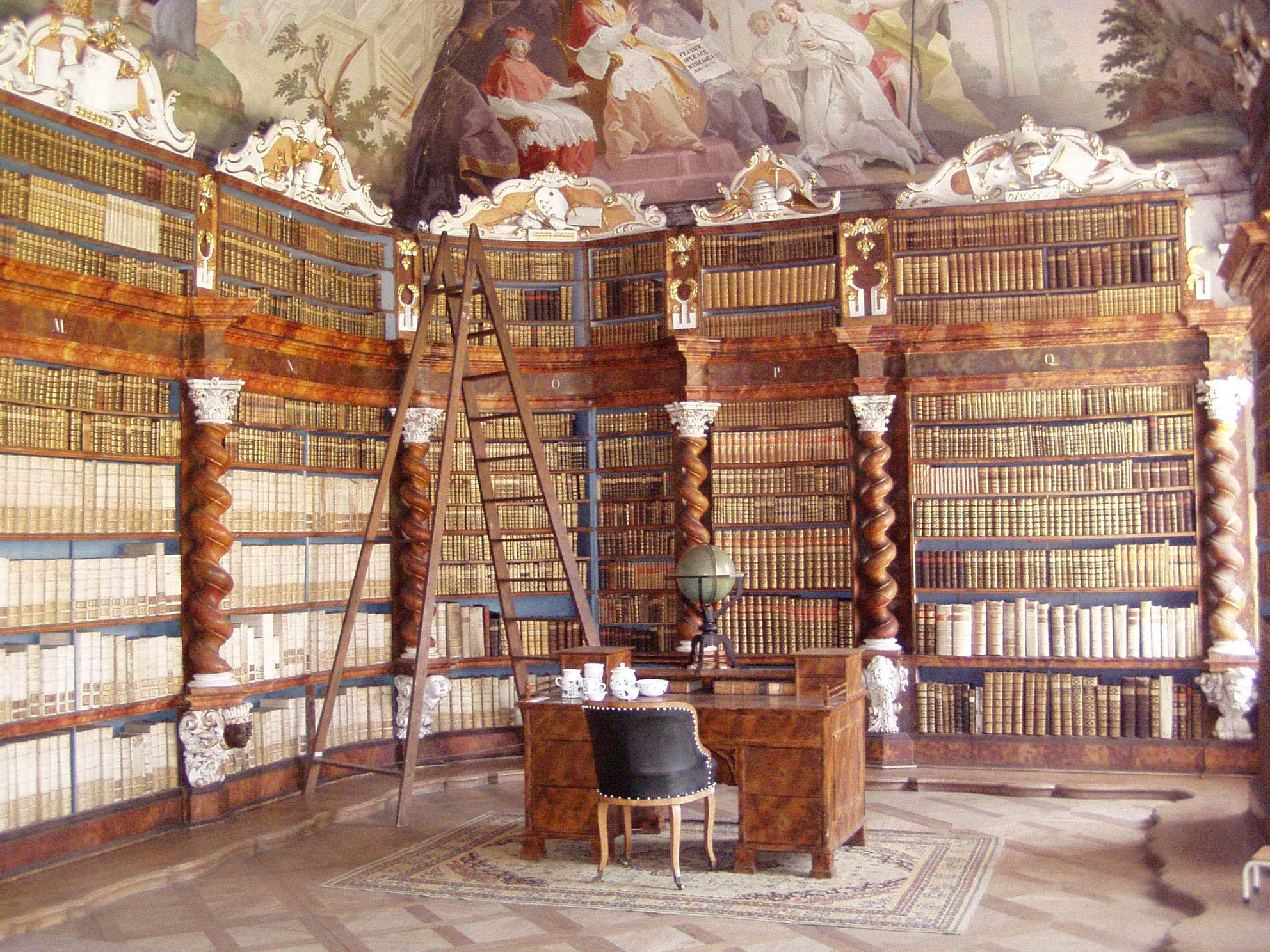
Klášterní knihovna
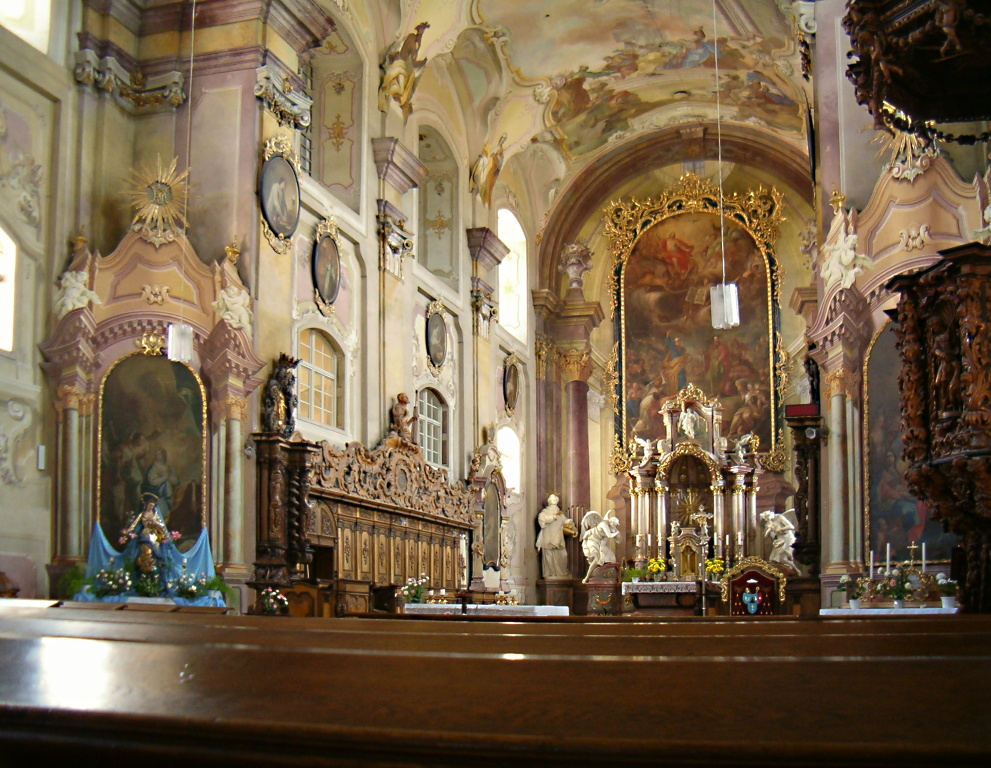
Interiér kostela sv. Petra a Pavla
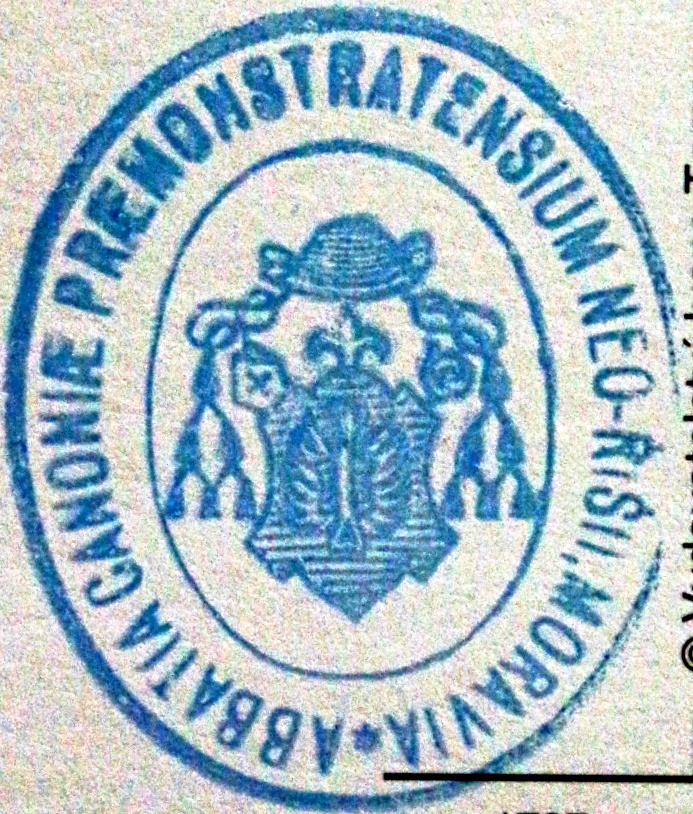
Pečeť opatství
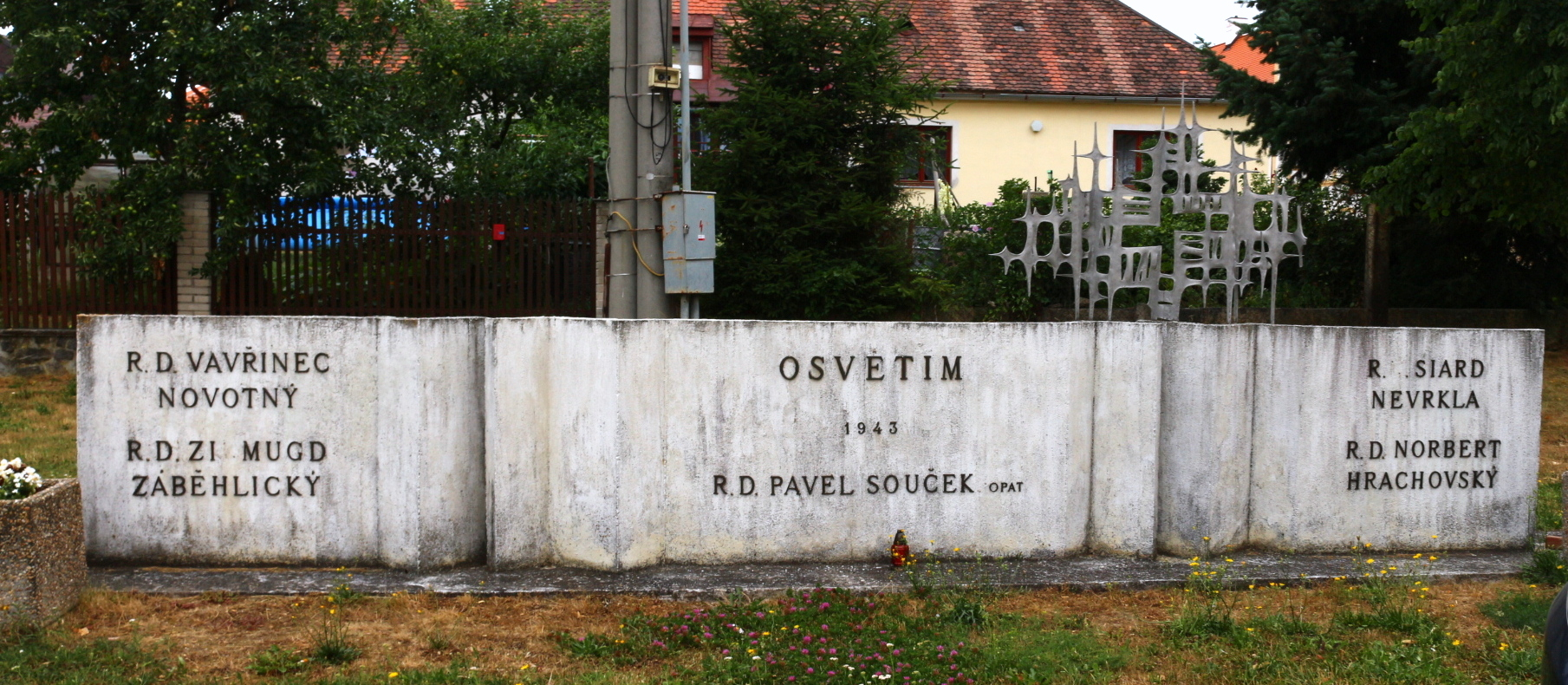
Památník obětí nacismu z řad řeholníků